# توم لونش (لاعب اتحاد الرغبي)
توم لونش (بالإنجليزية: Tom Lynch)‏ هو لاعب اتحاد الرغبي نيوزيلندي، ولد في 26 مارس 1892 في Milton, New Zealand ‏ في نيوزيلندا، وتوفي في 6 مايو 1950 في Clyde, New Zealand ‏ في نيوزيلندا.